# اندرو ریچاردسون (تنیس‌باز)
اندرو ریچاردسون (انگلیسی: Andrew Richardson؛ زاده ۱۴ مارس ۱۹۷۴) یک تنیس‌باز اهل بریتانیا است.